# بني سعد بن ليث بن بكر
بني سعد بن ليث بن بكر قبيلة عربية تتفرع من قبائل كنانة ضمن فرع مضر من قبائل عدنان من ذرية إسماعيل بن إبراهيم عليهم السلام.

## نسبهم
يرجع نسب القبيلة إلى سعد بن ليث بن بكر بن عبد مناة بن كنانة بن خزيمة بن مدركة بن إلياس بن مضر بن نزار بن معد بن عدنان.
وتجتمع مع نسب الرسول محمد ﷺ في كنانة بن خزيمة.
أخوتها بني الدئل بني ضمرة بني العريج بني ليث بني جذيمة بني حرام بني شعبة بني يعلى

## من مشاهيرهم
- الصحابي أبو الطفيل عامر بن واثلة بن عبد الله بن عمير السعدي.[5]
- الصحابي عبد الله بن الهبيب بن أهيب بن سحيم السعدي ومن القبيلة عشرات الصحابة.[6]

## وصلات خارجية
- قائمة قبائل العرب